# Radara tortola
Radara tortola är en fjärilsart som beskrevs av Felder 1874. Radara tortola ingår i släktet Radara och familjen nattflyn. Inga underarter finns listade.